# Nadine Freund
Nadine Freund (geb. 1978) ist eine deutsche Historikerin.

## Leben
Freund studierte Geschichte und Politische Wissenschaften an der Universität Kassel, wo sie ab 2007 als wissenschaftliche Mitarbeiterin tätig wurde. Bereits während des Studiums begann Freund sich mit Theanolte Bähnisch zu befassen, forschte und publizierte mehrfach in den Folgejahren zu deren Leben und Wirken und promovierte schließlich 2015 zu dem Thema Die Verwaltungsjuristin Theanolte Bähnisch (1899-1973) und der Deutsche Frauenring. Vom reformorientierten Preußen zur bundesdeutschen Westbindung – eine Wirkungsgeschichte.
In den Jahren 2008 bis 2010 arbeitete Freund an einem Forschungsprojekt zur Geschichte der Familie und des Verlages Madsack in Hannover mit. Im Auftrag des Landes Hessen bzw. des Regierungspräsidiums Kassel erarbeitete sie von 2014 bis 2017 eine Studie zur Rolle dieser Behörde im Nationalsozialismus.
2017 wechselte Freund als wissenschaftliche Mitarbeiterin zum Institut für Zeitgeschichte nach München, wo sie bis 2022 u. a. bei dem von der Bundesbeauftragten für Kultur und Medien geförderten Projekt zur Geschichte des Bundeskanzleramtes und des Bundespresseamts Bearbeiterin des Teilprojektes Das Kanzleramt und die Demokratie und Mitglied des Arbeitskreises Demokratie und Geschlecht war.
Im Februar 2020 habilitierte sich Nadine Freund an der Universität Kassel, wo sie seit 2018 als Lehrbeauftragte tätig war. Sie ist seitdem dort Privatdozentin im Fachgebiet Geschichte Westeuropas, 18.–20. Jahrhundert. Beim Bundesamt für Familie und zivilgesellschaftliche Aufgaben ist sie seit Mai 2023 als Dozentin tätig.
Die Schwerpunkte ihrer Forschung legt Freund auf (politische) Kultur- und Ideengeschichte von Verwaltungen und Behörden, die Geschichte der Frauenbewegung, Regionalgeschichte und Erinnerungskultur.

## Mitgliedschaften
- Arbeitskreis Hessische Zeitgeschichte bei der Historischen Kommission für Hessen
- Historische Fachkommission der Landeshauptstadt Wiesbaden zur Überprüfung nach Personen benannter Verkehrsflächen, Gebäude und Einrichtungen (Dezember 2020 bis November 2023)[7]

## Schriften (Auswahl)
- Theanolte Bähnisch (1899–1973) und ihr Beitrag zum Wiederaufbau Deutschlands im Rahmen der Westorientierung nach 1945. In: Niedersächsisches Jahrbuch für Landesgeschichte, 2008, Band 80, S. 403–430,
- „Mit Hut, Charme und Diplomatie“. Zum Verhältnis von Weiblichkeit und Öffentlichkeit, Integration und Partizipation in der direkten Nachkriegszeit: Die Regierungspräsidentin Theanolte Bähnisch (1899–1973). In: Dagmar Bussiek, Simona Göbel (Hrsg.): Kultur, Politik und Öffentlichkeit. Festschrift für Jens Flemming (PDF; 4,2 MB) Kassel University Press, Kassel 2009, S. 446–464, ISBN  978-3-89958-688-6
- Artikel: Willy Seidel, Albert Westerburg und Otto Philipp Braun, in: Kassel-Lexikon, Euregioverlang, Kassel, 2009, ISBN 978-3-933617-39-2 und ISBN 978-3-933617-40-8
- Wiedervereinigung und Erinnerungspolitik: "Ostkultur" und "Westkultur" im ersten Jahrzehnt der Berliner Republik, in: Werner Faulstich,  (Hrsg.): Die Kultur der 90er Jahre, Paderborn 2010, S. 21–41, ISBN 978-3-7705-4983-2
- Die Firma Henschel auf Weltausstellungen um die Jahrhundertwende, in: Jürgen Nautz, / Richard Vahrenkamp,  (Hrsg.): Henschel und Kassel - Fallstudien zur Geschichte des Unternehmens und der Familie Henschel (Schriften zur hessischen Wirtschafts- und Unternehmensgeschichte, Hrsg.: Hessisches Wirtschaftsarchiv) Darmstadt 2012, S. 45–71, ISBN 978-3-9812265-8-4
- Teil der Gewalt: das Regierungspräsidum Kassel und der Nationalsozialismus, Historische Kommission für Hessen, Marburg, 2017, ISBN 978-3-942225-37-3
- Die Verwaltungsjuristin Theanolte Bähnisch (1899-1973) und der Deutsche Frauenring : Vom reformorientierten Preußen zur bundesdeutschen Westbindung - eine Wirkungsgeschichte, transkript Verlag, Bielefeld, 2018, ISBN   978-3-8394-4217-3
- Mitarbeit an: Jens Flemming, Die Madsacks und der "Hannoversche Anzeiger" : eine bürgerliche Großstadtzeitung zwischen Kaiserreich und Nationalsozialismus, 1893-1945, Wallstein-Verlag, Göttingen, 2019,  ISBN 978-3-8353-3586-8

## Auszeichnungen
2018: Wissenschaftspreis Hessische Geschichte und Landeskunde, verliehen durch das Hessische Landesministerium für Wissenschaft und Kunst, für die Studie Teil der Gewalt.